# 레몽 아롱

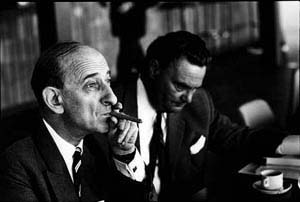

레몽 아롱(Raymond Aron, 1905년 3월 14일 ~ 1983년 10월 17일)은 현대 프랑스의 작가이다. 제2차 세계대전 중에는 드골에 협력하여 잡지편집을 맡았다. 철학, 경제학, 사회학 등에 관한 저서가 있다.
그는 장 폴 사르트르와 폴 니장의 친구였으며, 전체주의가 부상하면서 좌파의 지적 환경에 반하는 자유주의의 열렬한 옹호자가 되었다. 그는 《지식인의 아편》에서 공산주의 정권에 대한 지식인의 맹목적인 지지를 비난했다. 30년 동안 그는 일간지 《르 피가로》의 편집자였다. 1970년 콜레주 드 프랑스에서 "현대 문명 사회학"의 의장이 되었다. 그는 마르크스, 클라우제비츠, 코제브, 사르트르의 유명한 해설자이다. 경제, 사회학, 철학, 지정학 등 다양한 기술과 관심의 중심을 통해 그는 지식인들에게 큰 명성을 얻었다. 그의 자유주의와 대서양 신념은 좌파 지지자들과 우파 지지자들 사이에서 많은 비판을 불러 일으킨다. 그러나 그는 평생 동안 온건한 어조를 유지한다.